# Edward Seymour, 9:e hertig av Somerset
Edward Seymour, 9:e hertig av Somerset, född (döpt den 27 januari) 1717 i Easton, Wiltshire, död (begraven den 11 januari) 1792 i Maiden Bradley, Warminster, Wiltshire, var en engelsk ädling. Han var son till Edward Seymour, 8:e hertig av Somerset och Mary Webb. 
Somerset ärvde hertigtiteln efter faderns död 1757. När han själv dog, ogift och barnlös, gick den vidare till hans bror Webb Seymour.